# Rafai (subprefektur i Centralafrikanska republiken)
Rafai är en subprefektur i Centralafrikanska republiken.   Den ligger i prefekturen Mbomou, i den östra delen av landet, 600 km öster om huvudstaden Bangui. Antalet invånare är 14 000.
I omgivningarna runt Rafai växer huvudsakligen savannskog. Trakten runt Rafai är nära nog obefolkad, med mindre än två invånare per kvadratkilometer.